# Ruralno područje
Ruralno područje predstavlja rijetko naseljeno područje, koja je izvan utjecaja velikih metropola i gradova.
Životni stilovi u ruralnim/seoskim područjima drugačiji su od onih u urbanim područjima uglavnom zbog tradicije, ali i relativnog ograničenja usluga, posebice javnih. Državne službe kao što su: policija, škole, knjižnice i druge mogu biti ograničene, udaljene ili čak nedostupne ruralnim područjima. Dostupnost vode, kanalizacije, ulične rasvjete i javnog upravljanja otpadom često ne postoji ili je vrlo ograničena u ruralnim područjima. Javni prijevoz je također ograničen ili nepostojeći, ali se stanovnici ovih područja upućuju da koriste vlastita vozila.
Ruralna/seoska naselja obično su mala, pa samim time i rjeđe naseljena. Također, dominantnu djelatnost najčešće predstavlja poljoprivreda, a karakterizira ih snažan utjecaj tradicije. Evolucija ruralnog svijeta tijekom vremena usko je povezana s evolucijom poljoprivrede, koja je postupno definirala njegov izgled i karakteristike, krajobrazne i društveno-kulturne u cijelom svijetu. Ruralni bijeg (ili ruralni egzodus) je migracijski obrazac ljudi iz ruralnih područja u urbana područja. To je urbanizacija gledana iz ruralne perspektive. U moderno doba, to se često događa u regiji nakon industrijalizacije poljoprivrede, kada je potrebno manje ljudi da se ista količina poljoprivredne proizvodnje plasira na tržište.
Ruralni turizam je turizam koji se odvija u ruralnim područjima. Istovremeno, ruralno područje uz selo kao naselje uključuje ruralno područje – atar, kao i nenaseljena područja i područja divljine. 

## Galerija
- Polja u Bulincu.
- Hrvatsko zagorje
- Došen Dabar
- Rastovac